# Federico Soriano
Federico Soriano (Madrid, 1961), arquitecto español.

## Biografía
Obtuvo el título de arquitecto en la Escuela Técnica Superior de Arquitectura de Madrid (ETSAM) en el año 1986, donde es profesor de proyectos desde 1993 y dirige una unidad docente desde septiembre de 2006. Ha sido Director del Departamento de Proyectos Arquitectónicos. Desde 2017 es catedrático de Proyectos. Entre los años 1991 y 1993 fue director de la revista Arquitectura, de la que es actualmente codirector tras ganar el correspondiente concurso en 2017. Es también director-editor de Fisuras de la cultura contemporánea desde su fundación en 1994.
En 1992 creó el estudio de arquitectura Soriano y Asociados (S&Aa) con Dolores Palacios.

## Proyectos relevantes
- Palacio Euskalduna en Bilbao (1991-98)
- Auditorio de Benidorm (Concurso, segundo premio) (1997)
- Viviendas en Baracaldo (Europan 5, mención) (1999)
- Torre Laminar. Plaza de las Glorias. Barcelona. (Concurso, primer premio) (2001)
- Edificio Plaza Bizkaia. Edificio corporativo del Gobierno Vasco. (Concurso, primer premio) (2007)
- Colegio San Pelayo Ikastetxea. Estructura destacada de la Villa de Ermua (Vizcaya) y centro de estudios. (2007)